# Orchesia picta
Orchesia picta là một loài bọ cánh cứng trong họ Melandryidae. Loài này được Solier miêu tả khoa học năm 1851.